# Objektschutzregiment der Luftwaffe „Friesland“
Das Objektschutzregiment der Luftwaffe „Friesland“ (ObjSRgtLw) hat die Hauptaufgabe, mobile (z. B. Flugabwehrraketen-Einheiten) und stationäre (z. B. Militärflugplätze, Kasernen, Depots) Objekte der Luftwaffe im Einsatz zu schützen, mit aufzubauen und die Einsatzlogistik (Versorgung) zu gewährleisten. Hierfür werden (aktive und nicht aktive) Infanterie-, Brandschutz-, Pionier-, Einsatzlogistik- und Feldnachrichten-Kräfte vorgehalten. Das Regiment wird zukünftig komplett auf dem Flugplatz Jever stationiert sein. Der dort seit 2013 eingestellte Flugbetrieb ermöglicht Verteidigungsübungen von Flugplätzen.
Das Regiment unterhält seit 2008 eine Patenschaft mit dem RAF-Regiment, dessen Hauptbasis RAF Honington ist.

## Gliederung
Das Objektschutzregiment der Luftwaffe Friesland (ObjSRgtLw) in Schortens ist dem Luftwaffentruppenkommando in Köln-Wahn unterstellt.
Es gliedert sich in:
- Stab
  - Ausbildungsstaffel
  - Feldnachrichtenkräfte
- I. Bataillon, Schortens
  - Stab
  - 1. Staffel (infanteristischer Objektschutz), Schortens
  - 2. Staffel (infanteristischer Objektschutz), Schortens
  - 3. Staffel (infanteristischer Objektschutz), Schortens
  - 4. Staffel (infanteristischer Objektschutz), Wittmund
- II. Bataillon, Schortens
  - Stab
  - 5. Staffel (Einsatzlogistik), Schortens
  - 6. Staffel (Luftwaffenpioniere), Diepholz (zusätzlich 2 nicht aktive LwPiZüge)
  - 7. Staffel (Brandschutz), Schortens (zusätzlich 2 nicht aktive LwBrandschutzzüge), siehe auch Bundeswehrfeuerwehr
- III. Bataillon, Schortens (nicht aktiv, Ergänzungstruppenteil)
  - Stab
  - 8. Staffel (infanteristischer Objektschutz), Schortens
  - 9. Staffel (infanteristischer Objektschutz), Schortens
  - 10. Staffel (infanteristischer Objektschutz), Schortens

## Dienstbereich Objektschutz
Das Objektschutzregiment gehört zum Dienstbereich Objektschutz der Luftwaffe.
Zu diesem Dienstbereich gehören auch noch die 1. und 2. Luftwaffensicherungsstaffel der Fliegerhorstgruppe des Taktischen Luftwaffengeschwaders 33 auf dem Fliegerhorst Büchel. Bedingt durch den spezialisierten Auftrag, die Sicherung der Sonderwaffen zu gewährleisten, verfügt dieses Geschwader als einziger fliegender Verband der Luftwaffe über eigene Luftwaffensicherungsstaffeln.
Des Weiteren zählen die Soldaten der Luftwaffenanteile des Wachbataillons beim Bundesministerium der Verteidigung einheitlich zum Dienstbereich Objektschutz der Luftwaffe. Sie sind in der 5. Kompanie aufgestellt. Diese sind analog zu den Marineschutzkräften (4. Kompanie) als Kompanie der Teilstreitkraft zugeordnet, sind allerdings mit allen drei Uniformträgervarianten ausgestattet.

## Geschichte

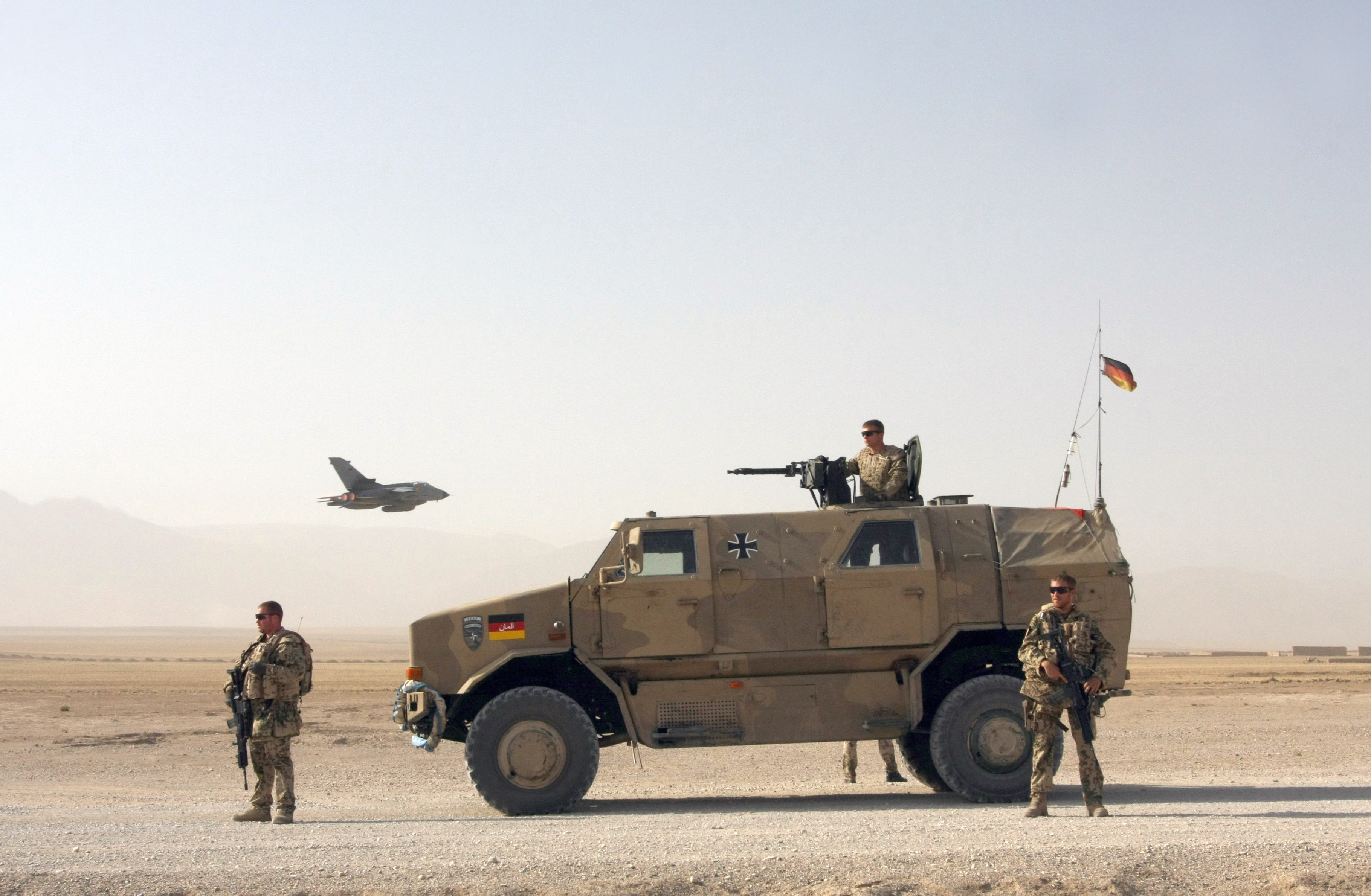
Soldaten mit Radfahrzeug Dingo in Afghanistan (2009)

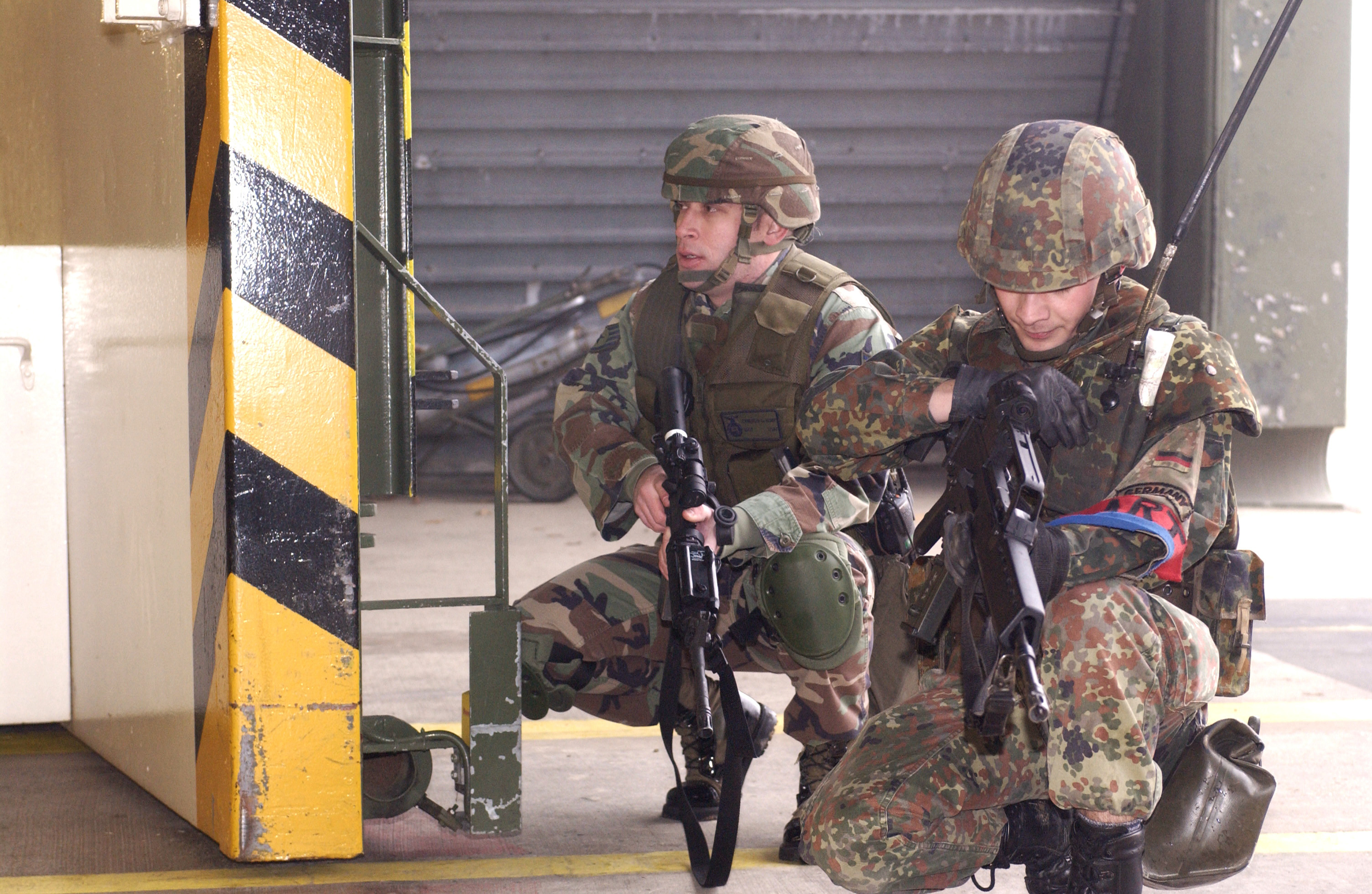
Ein US-Soldat und ein deutscher Soldat der Luftwaffensicherungsstaffel S während einer gemeinsamen Anti-Terror-Übung zum Schutz eines Hangars des Fliegerhorstes Büchel im Februar 2007

### Sicherungsstaffeln der Geschwader
Objektschutz in der Luftwaffe war bis Ende der 1990er Jahre eine Aufgabe, die jeder Einsatzverband wahrzunehmen hatte. Die Geschwader besaßen hierfür eigene Sicherungsstaffeln, zumeist nur teilaktiv mit zwei aktiven und zwei nicht aktiven Zügen. Hinzu kamen Sicherungsstaffeln, die erst im Spannungsfall durch die Einberufung von Reservisten mit Personal besetzt werden sollten. Je nach Geschwadergröße und Einsatzort waren auf diese Weise 4 bis 16 infanteristisch ausgebildete Sicherungszüge vorhanden.
In den fliegenden Geschwadern wurden die Sicherungsstaffeln im Frieden unter anderem mit der Sanitäts- und der Kraftfahrzeugstaffel in der Fliegerhorstgruppe zusammengefasst, in der auch ABC-Abwehr- und Luftwaffenpionierfähigkeiten abgebildet waren. Mit Mobilmachung wären neben zusätzlichen Sicherungs- auch Startbahninstandsetzungsstaffeln aktiviert worden.

### Objektschutzbataillon der Luftwaffe
Mit der Einnahme der Luftwaffenstruktur 5 als Folge der sich ändernden Bedrohungslage wurden die nichtaktiven Staffeln teilweise aufgelöst und eine zentrale Komponente für den Objektschutz geschaffen, das zum 1. März 1997 aufgestellte Objektschutzbataillon der Luftwaffe in Schortens, Stadtteil Upjever. Der Verband zählte ungefähr 1.100 Soldaten. Zu seinen Aufgaben gehörten der „infanteristische“ Objektschutz (1. und 2. Staffel), die Flugabwehr (3. Staffel), die ABC-Abwehr und Brandbekämpfung (4. Staffel), sowie das Pionierwesen und die Kampfmittelbeseitigung im Rahmen von Flugplatzschadensbeseitigung (5. Staffel). Insgesamt waren fünf Staffeln in den drei Standorten Upjever (1., 2. und 4. Staffel), Wittmund (Stab), Wangerland (3. Staffel), Diepholz (5. Staffel) disloziert. Das Objektschutzbataillon der Luftwaffe stellte innerhalb seiner Teilstreitkraft, nach den Lufttransportverbänden, den Verband mit den meisten Auslandseinsätzen dar. Erster Kommandeur war Oberstleutnant Karl-Heinz Kubiak. Von 1999 bis 2002 führte der spätere Generalmajor Richard Frevel das Bataillon. Es wurde zum 30. Juni 2006 aufgelöst.

### Umstrukturierung der Objektschutzstaffeln
Zum 1. April 2002 wurden die Fliegerhorstgruppen umgegliedert: Viele nichtaktive Sicherungsstaffeln wurden aufgelöst, sämtliche noch bestehenden Staffeln (alle teilaktiv) wurden zusammengelegt und in drei Fliegerhorstgruppen konzentriert. Diese befanden sich in Jagel (Aufklärungsgeschwader 51 „Immelmann“), Kerpen (Jagdbombergeschwader 31 „Boelcke“) und Lechfeld (Jagdbombergeschwader 32). An jedem Standort waren drei Staffeln (nun Objektschutzstaffeln genannt), davon jeweils zwei infanteristische Staffeln à vier aktive Züge und eine Sonderstaffel (EOD, ABC/Se bzw. Fliegerabwehr) in unterschiedlicher Zugstärke eingesetzt. Zu diesem Zeitpunkt verfügte die Luftwaffe über ein theoretisches Einsatzäquivalent von 32 Zügen infanteristischem Objektschutz (acht Staffeln je vier Züge, davon zwei im Objektschutzbataillon).

### Aufstellung des Objektschutzregiments
Zum 30. Juni 2006 wurden das Objektschutzbataillon und die drei oben genannten Fliegerhorstgruppen aufgelöst. Sämtliche Objektschutzstaffeln (aktiv und teil- bzw. nichtaktiv) wurden ebenfalls aufgelöst und teilweise in das zeitgleich neu aufgestellte Objektschutzregiment der Luftwaffe „Friesland“ überführt. Hiermit findet sich der Abschluss der Luftwaffenstruktur 6 im Bereich des infanteristischen Objektschutzes.

### Umstrukturierung der Objektschutzstaffeln 2013
27. Februar 2013: Mit der Außerdienststellung der 4. Staffel des Objektschutzregimentes in Wittmund verlor das Regiment die Fähigkeit zur Flugabwehr.
10. Oktober 2013: Es erfolgte die Indienststellung der 4. Staffel des Objektschutzregimentes in Wittmund als spezialisierte, (aktive) infanteristische Objektschutzstaffel.

### Neuausrichtung des Objektschutzregiments
Aufgrund der Neuausrichtung der Bundeswehr wurde durch den Verteidigungsminister Thomas de Maizière am 26. Oktober 2011 bekannt gegeben, dass der Standort Kerpen geschlossen wird.
Zum 1. April 2014 wurde das Objektschutzregiment neu strukturiert. Der ABC-Schutz wurde an die Streitkräftebasis (SKB), die Kampfmittelbeseitigung an das Heer abgegeben. Die Flugabwehr im Nahbereich übernimmt das Flugabwehrraketengeschwader 1. Da die Einsatzunterstützungsgruppe in Trollenhagen zum 25. März aufgelöst wurde, ist die Staffel Einsatzlogistik neu im Objektschutzregiment aufgestellt worden. Aufbau, Schutz und Betrieb eines Flugplatzes im Einsatzgebiet kann nun durch das Objektschutzregiment sichergestellt werden. Darüber hinaus stellt das Regiment die Air Mobile Protection Teams der Bundeswehr.

## Einsätze
- Kosovo Force (KFOR) im Kosovo (seit 1999) Kampfmittelbeseitigung, Straßen und Häuser Instandsetzung
- Task Force Fox (TFF) in Mazedonien (2001–2002) Kampfmittelbeseitigung
- Internationale Sicherheitsunterstützungstruppe (ISAF) in Afghanistan und Usbekistan
  - 2002: Schutz des Flughafens Termez mit dem Einsatzgeschwader Termez (seit 2008: Strategischer Lufttransportstützpunkt Termez), als Umschlagpunkt für Personal und Material der deutschen Kräfte in Afghanistan
  - 2003 bis 2004: Schadenbeseitigung am Flughafen Kabul, Kabul (Einsatzgeschwader 2 der Luftwaffe)
  - 2005 bis 2021: Schutz des deutschen Camps Marmal in Masar-e Scharif (ab 2006: Objektschutzgruppe Einsatzgeschwader Mazar-e Sharif)
- Mission der Afrikanischen Union in Sudan (AMIS) im Sudan (2004 bis 2006): Schutz der deutschen Lufttransportkräfte bei Transporten von Personal und Material der Afrikanischen Union in die Region Darfur[11]
- Multidimensionale Integrierte Stabilisierungsmission der Vereinten Nationen in Mali (MINUSMA seit Februar 2016), ein Sicherungszug in der Force-Protection-Kompanie im Camp Castor in Gao
- Operation Counter-Daesh (seit 2015): ein Sicherungszug in der Versorgungsstaffel des Einsatzgeschwader Counter-Daesh, Al-Asrak-Airbase, Jordanien

## Personal, Rekrutierung und Ausbildung
Die infanteristischen Einheiten des Objektschutzes bestehen größtenteils aus Mannschaftsdienstgraden. Direkt im Anschluss an die Grundausbildung werden die Soldaten in 12 Monaten bis zum Status Combat ready (CR; dt.: einsatzfähig) ausgebildet. In den letzten Jahren wurde der Anteil an Zeitsoldaten und freiwillig Wehrdienst leistenden Soldaten erhöht, um diese in Einsätzen verwenden zu können und um einen Expertiseerhalt zu erreichen. Im II. Bataillon werden im Vergleich zum I. Bataillon, bedingt durch die erforderliche höhere Qualifizierung, hauptsächlich Unteroffiziers- und Offiziersdienstgrade eingesetzt.
Der Nachwuchs für das Objektschutzregiment rekrutiert sich hauptsächlich aus Soldaten des Luftwaffenausbildungsbataillons. Teils finden sich aber auch Soldaten anderer Einheiten wie Jäger, Fallschirmjäger oder Panzergrenadiere sowie Soldaten der Marineschutzkräfte im Objektschutzregiment wieder.
Die Ausbildung für den infanteristischen Objektschutz gliedert sich in drei Abschnitte:
- Die Combat Ready Ausbildung, hier findet eine Vertiefung der Themen der Grundausbildung sowie die Ersteinweisung für Luftwaffensoldaten auf die Waffen Panzerfaust 3, Granatpistole, Signalpistole, Maschinengewehr 3 sowie Granatmaschinenwaffe und Handgranate DM51 statt.
- Den zweiten Abschnitt bildet die Spezialistenausbildung, hier werden die einzelnen Gruppensoldaten speziell auf ihre gruppeninterne Verwendung geschult.
- Der dritte Abschnitt bildet die einsatzvorbereitende bzw. einsatzbezogene Ausbildung.

## Kommandeure
| Nr. | Name                         | Beginn der Amtszeit | Ende der Amtszeit  |
| --- | ---------------------------- | ------------------- | ------------------ |
| 1.  | Oberst Karl-Heinz Kubiak     | Juli 2006           | 14. Oktober 2010   |
| 2.  | Oberst Harald Schulz         | 14. Oktober 2010    | 12. Oktober 2012   |
| 3.  | Oberst Hans Peter Dorfmüller | 12. Oktober 2012    | 28. September 2016 |
| 4.  | Oberst Oliver Walter         | 28. September 2016  | 9. November 2018   |
| 5.  | Oberst Marc Vogt             | 9. November 2018    | 12. Mai 2022       |
| 6.  | Oberst Helge Gerken          | 12. Mai 2022        | 20. September 2024 |
| 7.  | Oberst Oliver Tamminga       | 20. September 2024  |                    |

## Ausrüstung
Die Ausrüstung der Objektschutzkräfte der Luftwaffe umfasst:

### Uniform
Angehörige des Objektschutzregiment der Luftwaffe „Friesland“ und der Luftwaffensicherungsstaffel „S“ tragen abweichend das dunkelblaue Barett mit den gekreuzten Gewehren und der Schwinge als Barettabzeichen. Luftwaffenangehörige des Wachbataillon BMVg tragen das dunkelblaue Barett mit dem in Fraktur gehaltenen „W“ als Barettabzeichen.

### Handwaffen
- G36 A4
- Gewehr G36 A1/A2
- Granatpistole / AG36
- Pistole P8 / P8A1
- Gewehr G3 A2 ZF
- Gewehr G22
- Gewehr G27
- Gewehr G28
- Gewehr G82
- Maschinengewehr MG3
- Maschinengewehr MG4
- Maschinengewehr MG5
- Maschinengewehr MG6
- MELLS
- schweres Maschinengewehr .50
- Panzerfaust 3
- HK GMW Granatmaschinenwaffe
- MP7/PDW

### Ungepanzerte Fahrzeuge
- Wolf – Mercedes-Benz G-Klasse
- Mercedes-Benz Unimog
- Mercedes-Benz Actros – Mulde
- Mercedes-Benz Axor – Pritsche
- Mercedes-Benz Atego – Pritsche
- MAN TGA 18.360 – Pritsche
- Scania R410 – Sattelzugmaschine
- RW
- FLKFZ 1000
- FLKFZ 3500
- FLKFZ 8000,
- Flugfeldlöschfahrzeug Mittel – Ziegler Z6

### Gepanzerte Fahrzeuge

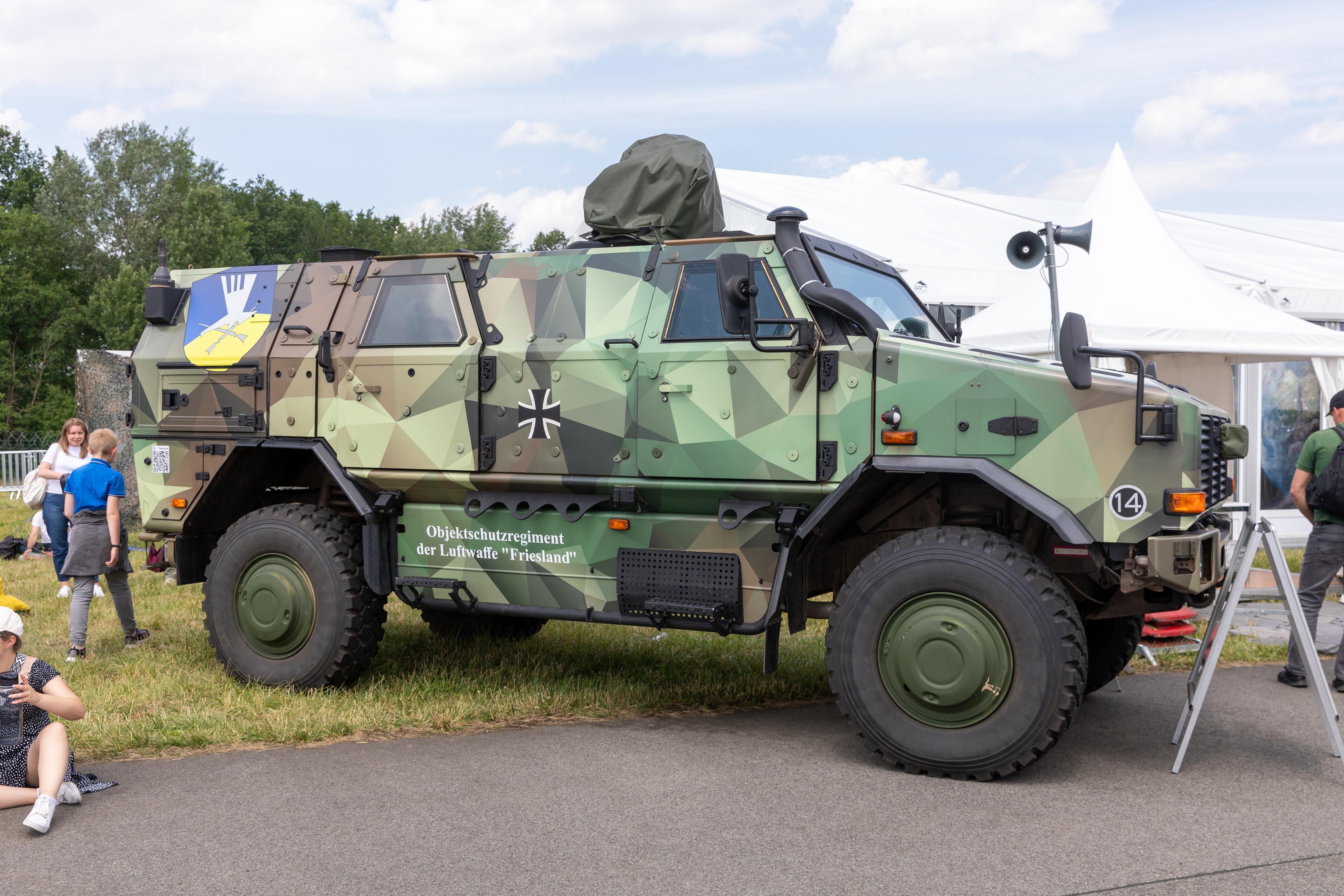
Dingo des Objektschutzregiments auf der ILA 2024

- ATF Dingo 1
- ATF Dingo 2
- Mowag Eagle (EAGLE IV/V)
- TPz Fuchs 1A4, A7
- SSA Wolf
- ESK MUNGO

### Infanterie
- IdZ – Infanterist der Zukunft

### Flugabwehr (bis 2013)
- Fliegerfaust 2 (Stinger)

### Pioniere
- Hydraulik-Bagger (CAT 318)
- Schwenklader (Ahlmann AS 12B)
- Flächenräumgerät (Ahlmann AS 12 B umbaubar)
- Mehrzweckarbeitsmaschine (Ahlmann AS 6M)
- Knicklader (Liebherr L574, CAT 930 H)
- Vibrationswalze (Vibromax)
- Fahrzeugkran
- Fugenschneider (Cedima)
- diverse Kleingeräte